# Holtebach
Der Holtebach ist ein orografisch rechtes Nebengewässer des Schwarzwasserbachs in Nordrhein-Westfalen, Deutschland. Er hat eine Länge von 6,4 km. 

## Flussverlauf
Der Holtebach entspringt in der Senne innerhalb des Hövelhofer Waldes durch den Zusammenfluss zahlreicher 
Gräben, bei denen es sich zum Teil um Abflüsse aus dem Naturschutzgebiet Moosheide handelt.  Anschließend durchquert der Holtebach das Hövelhofer Industriegebiet und wird dort an mehreren Stellen zum Zwecke der Löschwasserspeicherung angestaut. 
Daraufhin erfolgt in wieder bewaldetem Gelände die rechtsseitige Aufnahme des nahezu parallel zum Holtebach verlaufenden Hallerbach, zu dem schon über das Grabensystem im Hövelhofer Wald eine Verbindung besteht. Nordöstlich von Espeln mündet der Holtebach dann innerhalb eines als „Haller“ bezeichneten Wiesen- und Grünlandkomplexes rechtsseitig in den Schwarzwasserbach, der kurz darauf in die Ems abfließt.

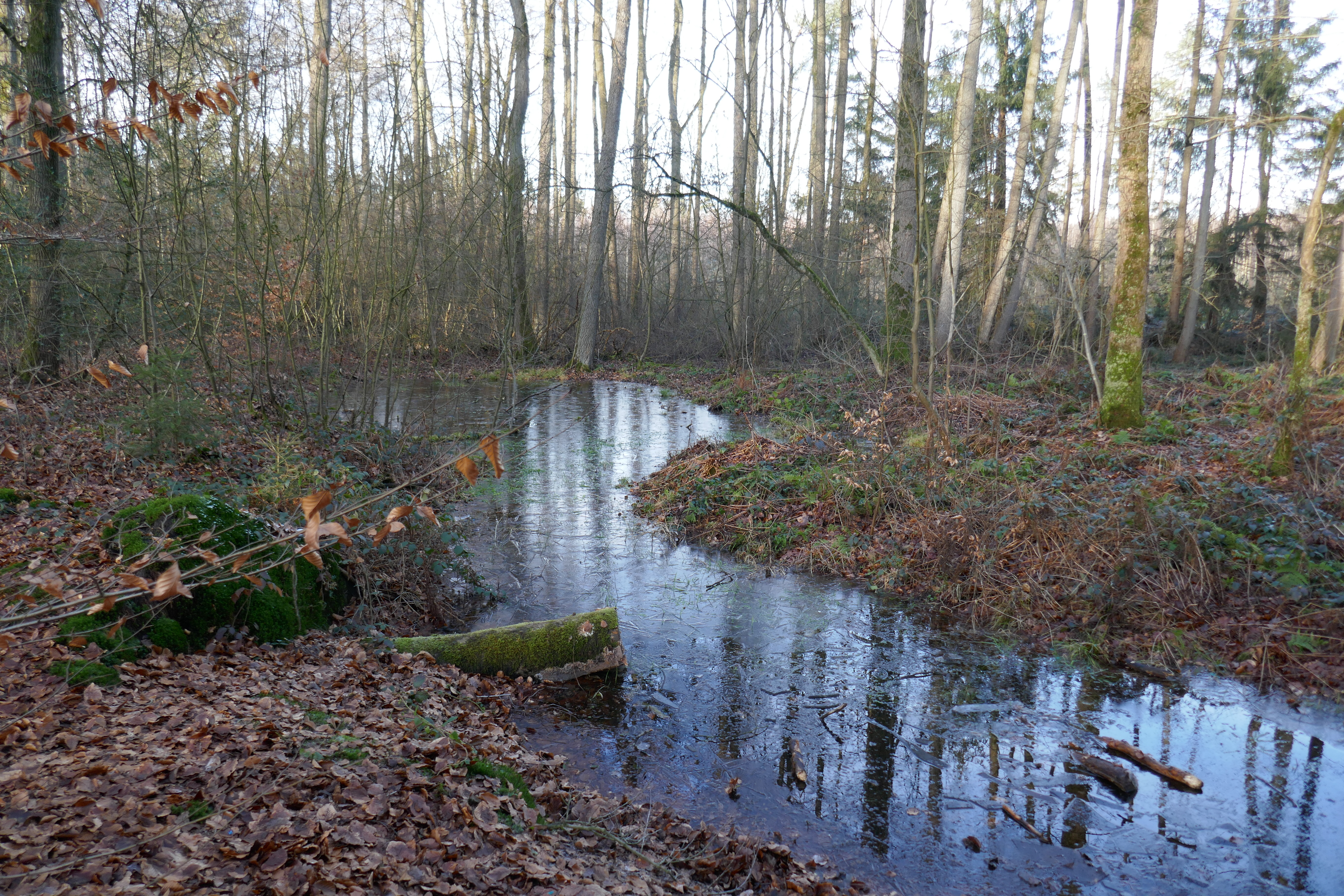
Quellgebiet im Hövelhofer Wald
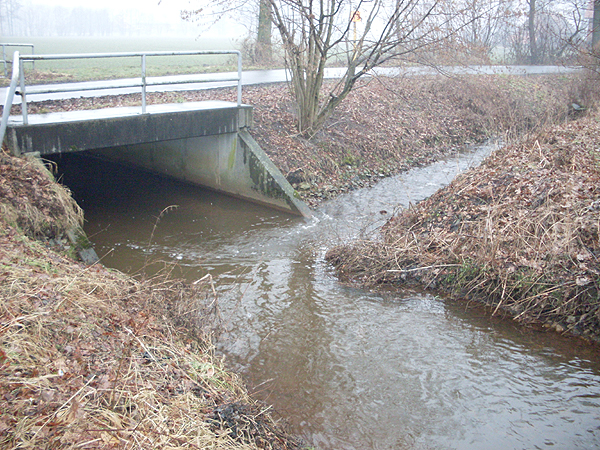
Mündung in den Schwarzwasserbach

## Differenzen bei der Einordnung
Entgegen der offiziellen und durch Geodatenmaterial belegten Benennung wird der Holtebach auch als „Unterer Hallerbach“ bezeichnet, teilweise auch der gesamte Unterlauf als „Hallerbach“. Einige Quellen sehen den Hallerbach sogar als Mündungsgewässer des Schwarzwasserbaches. Tatsächlich ist die Gewässerlänge des Holtebaches auch etwas höher als jene des Schwarzwasserbaches, letzterer hat aber eine größere Abflussmenge.

## Flora und Fauna
An den zahlreichen Windungen der Holtebachaue finden sich ausgedehnte Bestände der Stechpalme. Die Uferbehölzung im Bereich der Wiesenflächen im Unterlauf bildet mit ihren Beständen von Feldgehölzen, Eichenhainen und Kopfweiden einen wichtigen Lebensraum zahlreicher Vogelarten. 

## Etymologie
Der Begriff „Holte“ ist eine niederdeutsche Bezeichnung für ein Waldgebiet. Dieser Namensbestandteil ist im Bereich der Emssandebene häufiger anzutreffen, zum Beispiel im Namen der benachbarten Stadt Schloß Holte-Stukenbrock.